# Henry Scrymgeour-Wedderburn
Henry James Scrymgeour-Wedderburn (ur. 3 maja 1902 w Edynburgu, zm. 29 czerwca 1983) – brytyjski arystokrata, 11. hrabia Dundee, par Szkocji, członek Izby Lordów; syn pułkownika Henry’ego Scrymgeoura-Wedderburna, de iure 10. hrabiego Dundee (tytuł został zawieszony w 1668 r. przez króla Karola II) i Edith Moffat.
Kształcił się w Winchesterze i w Balliol College na Uniwersytecie w Oksfordzie, gdzie został przewodniczącym stowarzyszenia Oxford Union (październik 1924 r.). Służbę wojskową odbył w 3 batalionie Królewskiego Szkockiego Regimentu (3rd Battalion, Royal Regiment of Scotland), zwanym The Black Watch.
W latach 1931–1945 był członkiem Izby Gmin z ramienia unionistów (Scottish Unionis Party) jako reprezentant okręgu West Renfrewshire. W latach 1936–1939 i 1941–1942 był podsekretarzem stanu do spraw Szkocji. W 1953 r. oficjalnie przywrócono mu tytuł hrabiego Dundee, dzięki czemu zdobył prawo do zasiadania w Izbie Lordów. W latach 1958–1961 był ministrem bez teki w rządzie Macmillana. W latach 1961–1964 był ministrem stanu w Foreign Office. Był również asystentem zastępcy przewodniczącego Izby Lordów w latach 1960–1962 i zastępcą przewodniczącego Izby w latach 1962–1964.
Dundee sprawował urząd Chorążego Królestwa Szkocji (Royal Standard-Bearer for Scotland). W 1959 r. został członkiem Tajnej Rady, zaś w 1954 r. honorowym Doktorem Prawa na Uniwersytecie w St Andrews. W 1954 r. został parem Zjednoczonego Królestwa jako baron Glassary.
30 października 1946 r. w Knigthsbrigde poślubił Patricię Montagu-Douglas-Scott (ur. 9 października 1910), córkę podpułkownika lorda Herberta Montagu-Douglas-Scotta i Marie Josephine Edwards, córki Jamesa Edwardsa. Henry i Patricia mieli razem jednego syna:
- Alexander Henry Scrymgeour-Wedderburn (ur. 5 czerwca 1949), 12. hrabia Dundee